# Grégoire Junod
Pour les articles homonymes, voir Junod.
Grégoire Junod, né en 1975 à Genève, est une personnalité politique suisse, membre du Parti socialiste suisse et syndic de la ville de Lausanne.

## Biographie
Grégoire Junod est le fils d'Éric Junod, théologien, recteur de l'Université de Lausanne de 1995 à 1999. Sa mère était conseillère à Pro Familia (organisation suisse qui promeut la politique familiale).
Arrivé à Lausanne à l'âge de 5 ans, Grégoire Junod obtient sa maturité au gymnase de la Cité. Il poursuit ses études à l’Université de Lausanne, où il obtient en 2001 une licence en histoire et études économiques (Prix de Faculté 2002). Il commence ensuite sa carrière professionnelle comme administrateur au syndicat Unia.
Membre du parti socialiste depuis 1993, il est le secrétaire de la section lausannoise entre 1997 et 2001, avant d'en devenir le président, entre 2004 et 2008.
Il est conseiller communal (législatif) de la ville de Lausanne de 1998 à 2007, puis, de 2007 à 2012, député au Grand Conseil du canton de Vaud où il est membre de la commission des finances,. En 2011, il est élu conseiller municipal (exécutif) de la ville de Lausanne et se charge du logement et de la sécurité publique.

### Syndic de Lausanne
Lors des élections communales de 2016, il est à nouveau élu à la municipalité de Lausanne et en devient le syndic par élection tacite. Avec cette nouvelle charge, il change ses fonctions au sein de la municipalité et s'occupe dorénavant de la culture et du développement urbain.
En 2021, il publie un livre, intitulé État d'urgence et préfacé par Anne Hidalgo, sur les défis sociaux et environnementaux de notre époque,. Il est réélu syndic de Lausanne le 28 mars 2021 pour 5 ans.

## Vie privée
En 2006, il épouse une autre personnalité politique suisse, Géraldine Savary, rencontrée en 2001. Ils ont deux filles.
Il a souffert à 28 ans d'une leucémie aiguë.
Il n'est pas baptisé et se déclare non croyant.

## Publication
- Grégoire Junod (préf. Anne Hidalgo), État d'urgence, Éditions Favre, 2021, 130 p. (ISBN 9782828919122).